# Anteosaurus
 Anteosaurus  ist eine ausgestorbene Gattung von fleischfressenden Synapsiden („säugetierähnlichen Reptilien“) aus dem späten Mittelperm (Capitanium) von Südafrika. David Meredith Seares Watson (1886–1973) veröffentlichte 1921 die wissenschaftliche Erstbeschreibung der Gattung.
Fossilien der einzigen gültigen Art, der Typusart Anteosaurus magnificus, stammen vor allem aus der Beaufort-Gruppe des südafrikanischen Karoo-Hauptbeckens, welches zu jener Zeit im Süden des Superkontinents Pangäa lag. In seinem Ökosystem war das fünf bis sechs Meter große, schwerfällige Tier der Spitzenprädator, der Jagd auf große Tapinocephaliden machte. Ähnliche Funde sind aus Russland (Doliosauriscus, Titanophoneus) und China (Sinophoneus) bekannt. Alle diese Formen starben jedoch am Ende des Capitaniums (der jüngsten Stufe des Mittelperms) aus.

## Körperbau und Ökologie
Anteosaurus ist von 32 teilweise oder vollständig erhaltenen Schädeln bekannt, die eine Länge von 80 Zentimetern erreichen konnten, sowie von weiteren postkranialen Elementen. Die maximale Körperlänge betrug fünf bis sechs Meter, das Körpergewicht 500 bis 600 Kilogramm. An dem massigen Schädel formte das Postfrontale zwischen Augenhöhle und Schulter einen Wulst von unterschiedlicher Größe. Die Verdickung des Schädelknochens lässt den Schluss zu, dass die Tiere bei der Jagd oder gegenüber Artgenossen (Territorialverhalten) den Kopf als Waffe einsetzten.
Es gab Vermutungen, dass Anteosaurus mit seinem langen Schwanz, den schwach anmutenden Gliedmaßen und seiner Haltung eine semi-aquatische Lebensweise ähnlich der eines Krokodils führte. Jedoch spricht die für die Dinocephalia typische Verdickung des Schädeldachs für eine terrestrische Lebensweise, da alle weiteren bekannten Taxa, die ihre Schädelverdickungen zu Kämpfen einsetzten – wie die ausgestorbenen Pachycephalosauria, die Brontotheriidae oder die rezenten Ziegen – eine terrestrische Lebensweise besaßen oder besitzen. Anteosaurus verbrachte vielleicht einige Zeit im Wasser, war aber während der Paarungszeit an Land aktiv, wo die Tiere bei Paarungskämpfen ihre Köpfe zusammenstießen und auch ähnlich wie die modernen Komodowarane nach Beute jagten.

## Synonymie
Anteosaurus magnificus ist mit hoher Wahrscheinlichkeit die einzige gültige Art der Gattung Anteosaurus. 1969 fasste Boonstra sechs von sieben aus der Tapinocephalus-Zone bekannte Gattungen unter dem Gattungsnamen Anteosaurus zusammen: Eccasaurus, Anteosaurus, Titanognathus, Dinosuchus, Micranteosaurus und Pseudanteosaurus. Titanognathus sowie Dinosuchus konnte er mit Sicherheit als Synonyme von Anteosaurus identifizieren, während die Stellung von Eccasaurus aufgrund spärlichen Fossilmaterials nur bis zur Familie bestimmbar war. Micranteosaurus und Pseudanteosaurus scheinen juvenile Exemplare darzustellen. Obwohl Boonstra Paranteosaurus noch als eigene Gattung innerhalb der Anteosauridae ansah, nimmt man heute an, dass der Holotyp lediglich individuelle Abweichungen aufweist, weswegen auch dies als ein Synonym von Anteosaurus angesehen wird.
Ebenso wie die Gattungen stellten auch die unterschiedlichen Arten Synonyme dar, so dass das älteste Artepitheton Anteosaurus magnificus das einzige gültige ist.